# La settima profezia
La settima profezia (The Seventh Sign) è un film del 1988 diretto da Carl Schultz interpretato da Demi Moore e Michael Biehn.

## Trama
Distorcendo un poco quanto scritto nell'Apocalisse di Giovanni, l'Apocalisse stessa è annunciata da sette segni voluti da Dio; nel film si manifestano i primi cinque del seguente elenco, ed i personaggi del film agiscono nel tentativo di favorire o impedire il verificarsi degli ultimi due.
1. Pesci morti sulle spiagge di Haiti
2. Congelamento di un villaggio nel deserto del Negev (proprio dove sorgeva la città di Sodoma)
3. Scorre sangue in un fiume in Nicaragua
4. Un'eclissi non prevista oscura il Sole e arrossa la Luna
5. Una tempesta di vento e grandine sconvolge una città
6. Uccisione di un martire innocente
7. La morte dell'ultimo nato e il conseguente svuotamento del Guf (stanza delle anime)

Durante il susseguirsi di questi eventi Abby, una donna incinta, viene avvicinata da due misteriosi personaggi: il primo David Bennon in realtà è Gesù Cristo ritornato sulla terra per aprire i "Sette Sigilli" secondo quanto scritto nell'Apocalisse di San Giovanni; il secondo Padre Lucci, sotto delle mentite spoglie sacerdotali, è invece il centurione romano Cartafilo, esattamente colui che trafisse con una lancia Gesù Cristo in croce come narrato nel Vangelo. Condannato da Dio a vivere in eterno e fiutata la possibilità di interrompere la sua agonia con la fine del mondo, agisce allo scopo di favorire il compimento dei sette sigilli dell'Apocalisse.
Sempre durante lo svolgimento di questi eventi l'avvocato Russell Quinn, marito di Abby, cerca di impedire che Jimmy, un ragazzo affetto da sindrome di down, venga ingiustamente condannato a morte per l'omicidio dei genitori incestuosi (proprio il sesto segno). Ma l'avvocato non impedirà anche l'avverarsi del sesto segno ed assisterà all'esecuzione di Jimmy assieme alla moglie, ormai prossima al parto, a Padre Lucci/Cartafilo e a David/Gesù, a cui nel frattempo i coniugi Quinn avevano affittato una loro dépendance. Abby per salvare il mondo deve compiere l'estremo sacrificio, trovare la fede che non possiede. Ella dovrà morire per impedire anche il compiersi dell'ultima profezia, ma al contempo suo figlio dovrà nascere vivo ed evitare così lo svuotamento dello stanza delle anime (il Guf).